# 의·치의학교육입문검사
의치의학교육입문검사(醫齒學敎育入門檢査 Medical Dental Education Eligibility Test)는 2004년부터 시행된 대한민국의 시험 중 하나이다. 의·치의학교육 입문검사 협의회에서 시행하고 한국교육과정평가원에서 출제하는 검사로 대한민국의 의학전문대학원, 치의학전문대학원 및 한의학전문대학원의 입학 사정에서 사용된다. 흔히 줄여서 MDEET 혹은 엠디트라고 부른다. 2016학년도까지는 의학교육입문검사와 치의학교육입문검사가 나뉘어 있었고, MEET/DEET 혹은 미트/디트라고 불렸다. 매년 1회 8월 중 일요일에 시행되며 학사 이상의 학위를 가진 사람 및 해당 학년도 학사학위 수여예정자에게 응시 자격이 주어진다. 이 검사는 의·치의학 교육을 받기 위해 기본적으로 필요한 관련 분야별 기본 지식과 지적 능력, 사고 능력, 문제 해결 능력 등을 측정하기 위한 목적으로 시행되며, 이를 통해 의사, 치과의사 또는 의학 연구 인력으로 나아가는 데 충분히 적합한 소질을 가지고 있는지를 평가한다. 현재 대한민국의 모든 의·치의학 전문대학원의 입학 사정시 이 검사의 응시를 의무화 하고 있다.

## 시험의 구성
이 검사는 총 2개 영역으로, 자연 과학 추론I 40문항, 자연 과학 추론II 45문항로 되어 있으며 모든 문제는 5지 1선택형으로 되어있다.

### 언어 추론 영역
2012학년도 시험까지 진행되었던 언어추론 영역은 2013학년도부터 KBS 한국어 능력시험 혹은 TOKL 점수로 대체되었다.

### 자연 과학 추론 Ⅰ 영역
일반생물학 분야의 주요 개념을 바탕으로 사고력과 문제 해결력 등을 측정한다. 생명의 특성 및 생명체의 유기적 구성, 세포와 생물, 생식과 발생, 유전과 진화, 생명 활동의 조절, 반응과 조절, 생태, 일반생물학 실험 등이 출제되며 시험시간은 100분이 주어진다.
현재는 식생분진은 제외되고 총 30문항, 75분으로 진행된다.

### 자연 과학 추론 Ⅱ 영역
의·치의학 전문 대학원 교육에 필요한 화학, 물리학 분야의 주요 개념을 바탕으로 사고력과 문제 해결력 등을 측정한다. MEET에서는 일반화학 16문항, 유기화학 13문항, 일반물리학 13문항, 통계학 3문항이 출제되며, DEET에서는 통계학이 출제되지 않고 일반화학이 19문항이 출제되었다. 주어지는 시간은 110분이다.
현재는 MDEET 통합 이후 일반화학 20문항, 유기화학 10문항으로 총 30문항, 75분으로 진행된다.

## 응시자
2004년 8월에 시행된 첫 번째 검사에는 MEET와 DEET에 각각 749명과 1,548명이 응시하였다. 이후 응시자수가 꾸준히 증가하여 2010년에 시행된 7회차 검사에는 MEET와 DEET에 각각 7,899명, 2,591명이 응시하였다.

## 채점 방식
검사 결과는 개인별 성적표를 통해 통보된다. 성적표에는 영역별 T 점수와 T 점수에 근거한 백분위가 표시되며, 원점수 및 총점은 표시되지 않는다.

## 같이 보기
- LEET 법학적성시험
- PEET 약학대학입문자격시험
- MCAT 미국 의학전문대학원 입학시험